# لوتسهورن
لوتسهورن (به آلمانی: Lutzhorn) یک شهر در آلمان است که در Pinneberg واقع شده‌است. لوتسهورن ۷۷۵ نفر جمعیت دارد.